# Região Metropolitana de Provo-Orem
A Região Metropolitana de Provo-Orem, conforme definido pelo United States Census Bureau, é uma região metropolitana no estado de Utah, nos Estados Unidos, constituída de dois condados e ancorada pelas cidades de Provo e Orem. De acordo com o censo de 2000, a população da área metropolitana era de 555.551 habitantes.